# Peter, Paul and Mary

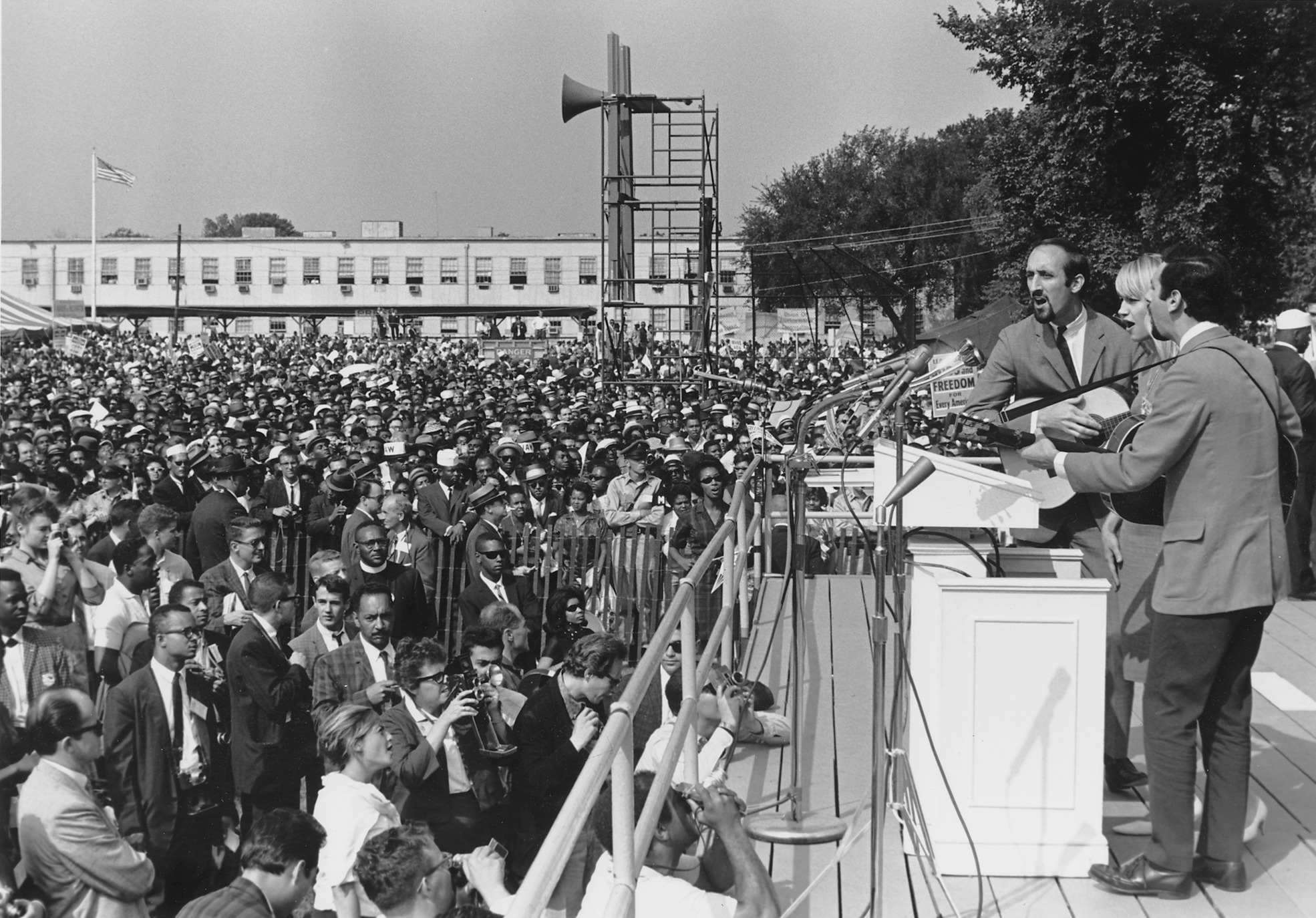
Peter, Paul and Mary 1963

Peter, Paul and Mary bylo americké folkové trio, které významně ovlivnilo hudební scénu 60. let. Členy tria, jež dal dohromady manažer Albert Grossman v roce 1961, byli Peter Yarrow, Paul Stookey a Mary Traversová. Činnost skupina přerušila v roce 1970, znovu se dala dohromady roku 1978 a vystupovala pod značkou Peter, Paul and Mary až do smrti Mary Traversové v roce 2009.
Skupina zpívala vlastní i převzaté písně. Mezi nejznámější patřily 500 Miles, Dylanovy Blowin' in the Wind, The Times They Are a-Changin' či Don't Think Twice, It's All Right, Denverova Leaving on a Jet Plane či Seegerovy skladby Where Have All the Flowers Gone? a If I Had a Hammer. Yarrow napsal hit Puff, the Magic Dragon.
Dvě alba skupiny, první Peter, Paul and Mary (1962) a třetí In the Wind (1963), dosáhla na první místo americké albové hitparády. Rozlučkové album The Prague Sessions z roku 2010 bylo natočeno ve spolupráci s Českým národním symfonickým orchestrem.
Roku 1963 zazpívali dvě písně (If I Had a Hammer, Blowin' in the Wind) na proslulém Pochodu na Washington za práci a svobodu, kde Martin Luther King přednesl slavný projev I Have a Dream.

## Diskografie

### LP
- 1962 Peter, Paul and Mary
- 1963 Moving
- 1963 In the Wind
- 1964 In Concert
- 1965 A Song Will Rise
- 1965 See What Tomorrow Brings
- 1966 The Peter, Paul and Mary Album
- 1967 Album 1700
- 1967 In Japan
- 1968 Late Again
- 1969 Peter, Paul and Mommy
- 1970 The Best of Peter, Paul and Mary: Ten Years Together
- 1978 Reunion
- 1983 Such Is Love
- 1986 No Easy Walk To Freedom
- 1988 A Holiday Celebration
- 1990 Flowers & Stones
- 1993 Peter, Paul and Mommy, Too
- 1995 Once Upon The Time
- 1995 PPM& (Lifelines)
- 1996 Lifelines Live
- 1998 Around the Campfire
- 1998 The Collection
- 1999 Songs of Conscience and Concern
- 2000 Don't Laugh at Me
- 2004 Carry It On [4-CD, 1-DVD boxed set]
- 2004 In These Times
- 2005 The Very Best of Peter, Paul & Mary
- 2005 Platinum Collection
- 2006 Weave Me the Sunshine
- 2008 The Solo Recordings (1971-1972)
- 2010 The Prague Sessions